# Solitaire bij
Solitaire of wilde bijen vormen tezamen met de hommels en de honingbijen de superfamilie van Apoidea s.l.. In Nederland komen circa 350 soorten voor, in onder andere de volgende geslachten: zijdebijen, groefbijen, zandbijen, metselbijen en behangersbijen.

## Algemeen
Waar honingbijen en enkele soorten hommels een sociale levenswijze hebben, doet de solitaire bij alles alleen: het maken van een nest, het zoeken van voedsel en het leggen van eitjes. Het komt ook wel voor dat nesten die dicht bij elkaar liggen een kolonie vormen, maar dat hoeft niet. Ook komt het voor dat de bijen dezelfde ingang gebruiken voor het nest (communaal), maar ook dat hangt van de soort af. Solitaire bijen leven meestal maar een paar weken, de nakomelingen overwinteren soms als larve, soms als pop en soms als imago.

## Levenswijze
Wilde bijen hebben vaak een speciale relatie met hun biotoop. Soms zijn ze voor hun voedsel (nectar en stuifmeel) geheel afhankelijk van één soort plant. Dit wordt monofaag genoemd, en een voorbeeld is de slobkousbij die alleen op de grote wederik (Lysimachia vulgaris) leeft. Ook zijn er soorten die uitsluitend in zanderige bodem nestelen zoals de schorzijdebij. 
De actieradius, het gebied waarbinnen een bij voedsel zoekt, is niet erg groot en mede afhankelijk van de grootte van de bij. Honingbijen en hommels vliegen op meerdere soorten planten, polyfaag genoemd, en zijn dus minder afhankelijk van het biotoop. Een honingbij kan wel 3 kilometer van haar kolonie een voedselplant (drachtplant) vinden. Wilde bijen vliegen vaak op planten waar honingbijen 'hun neus voor ophalen'. Het vervoer van het stuifmeel, eiwitrijk voedsel voor de larven, gebeurt ook per soort verschillend. Enkele soorten hebben zogenaamde korfjes aan hun achterpoten, anderen zoals metselbijen hebben lange haren aan hun buik, buikschuier genoemd, waartussen de stuifmeelpollen goed blijven zitten. Sommige soorten wilde bijen verzamelen het in hun speciaal daarvoor ontworpen krop, een verbreding van het spijsverteringskanaal.

## Nesten

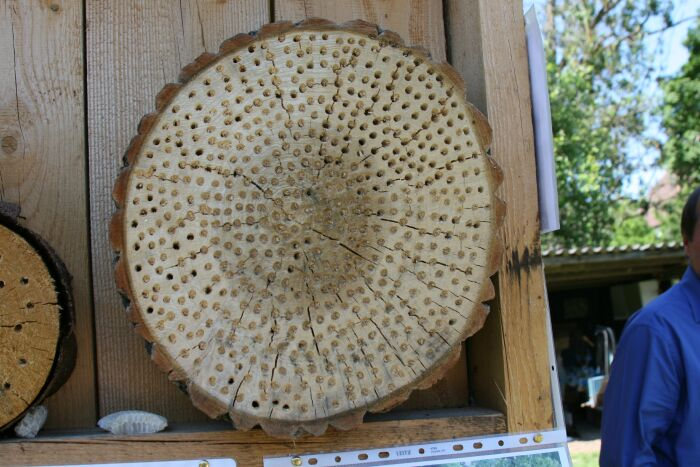
Houtschijf als bijenhotel met gaten voor solitaire bijen

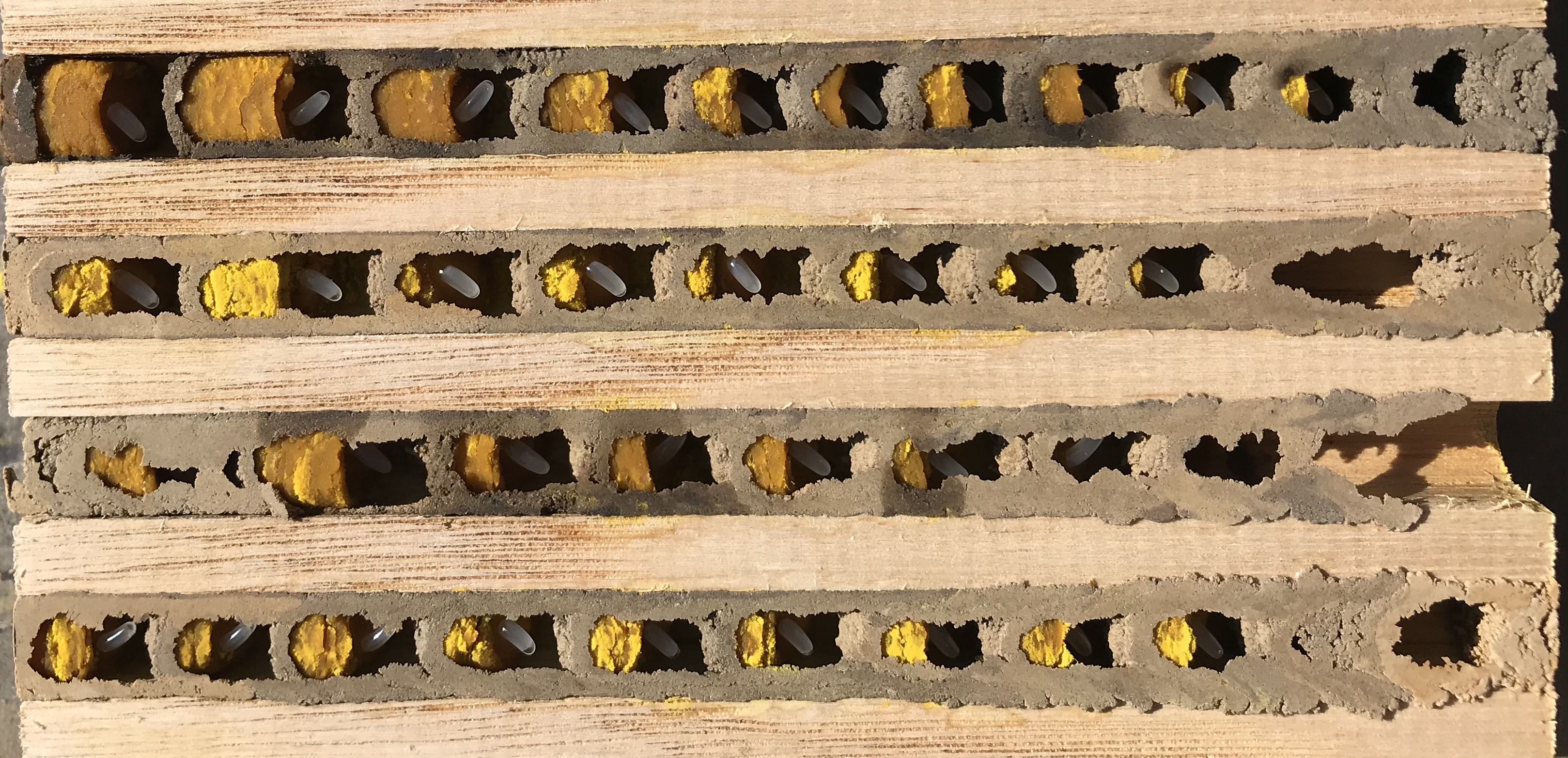
Nestgangen van de gehoornde metselbij (Osmia cornuta), waarin duidelijk de eitjes en het stuifmeel zichtbaar zijn

Wilde bijen nestelen op heel verschillende plekken, dat verschilt per soort. De meeste soorten wilde bijen maken een nest in (zand)grond, soms gewoon verticaal naar beneden, anderen graven horizontaal in een talud of dijk. Weer anderen kauwen zelf een nestholte uit in verrot hout of gebruiken oude kevergangen in dood hout. Maar ook holtes in stenen muren of holle rietstengels worden, afhankelijk van de soort, als nestlocatie gekozen. Nesten worden op verschillende manieren afgewerkt. Harsbijen bouwen hun eigen kleine broedcelletje van leem en hars, de behangersbij gebruikt stukjes blad, de wolbij harige vezels van planten en zijdebijen gebruiken een zelfgemaakte vloeistof die na opdroging een zijdeachtige glans heeft.

### Koekoeksbijen
De superfamilie van Apoidea kent enkele geslachten die wat betreft de voortplanting parasiteren op andere solitaire bijen, het zogenoemde broedparasitisme. Zij leggen een ei in het nest van een andere solitaire bij. Ze worden koekoeksbijen of koekoekshommels genoemd. Enkele voorbeelden van die geslachten: bloedbijen, kegelbijen, viltbijen en wespbijen. Dit laatste geslacht kent een paar soorten die veel op wespen lijken om zo aan roofdieren te ontsnappen, ook wel mimicry genoemd.
Van deze koekoeksbijen (en -hommels) bestaan diverse soorten. Deze soorten hebben het vermogen om stuifmeel te verzamelen en nesten te bouwen verloren en zijn daardoor aangewezen op reeds bestaande nesten en broedsel. Daar zij op bijen en hommels parasiteren, zal het aantal fluctueren en een stijging en daling vertonen: stijgt het aantal bijen en hommels, dan zullen ook de koekoeksvormen gaan stijgen en omgekeerd.
Het is ook lang niet altijd zo dat een koekoeksbij zich toegang verschaft, een eitje deponeert en wegvliegt. De Nomada-soorten (hun naam zegt het al) zijn rondtrekkende solitaire bijen die eruitzien als wespen, de zogenaamde wespbijen. Zij speuren laagvliegend naar nesten van bijvoorbeeld een Andrena-soort (een solitaire zandbij). Wanneer dan Andrena vertrekt om nieuw materiaal te verzamelen, kruipt Nomada in haar nest. Waarnemers zagen de Andrena rustig wachten tot Nomada klaar was met het leggen van haar eitjes in het nest. In een ander geval werd de solitaire bij opgewonden van het zien van de parasiet en verdreef deze onmiddellijk. Bij een nest van een solitaire bij kunnen zich meer dan een koekoeksbijen ophouden, rustig wachtend tot de bij vertrekt.

## Angel
Alle vrouwelijke wilde bijen kunnen steken, maar de meeste hebben slechts een heel kleine angel, die niet door de huid van de mens heen komt. Mannetjes hebben er geen, omdat de angel is ontstaan uit een legbuis voor het leggen van de eieren. Wilde bijen steken niet gauw: ze hebben geen kolonie te verdedigen. Een steek van een honingbij of van een hommel kan wel door de huid heen prikken en behoorlijk pijnlijk zijn.